# آلباسته
آلباسطه (به اسپانیایی: Albacete) یک شهرداری در اسپانیا با جمعیت ۱۷۲٬۴۸۷ نفر (۲۰۱۶) در استان آلباسطه است.
آلباسطه ۱۱۲۵٬۹۱ کیلومتر مربع مساحت دارد. آلباسطه از واژه عربی البسیط به معنی ساده، گسترده و دشت گرفته شده است. اعراب اولین کسانی بودند که در دوره طولانی حکومت در اسپانیا این نام را بر این شهر نهادند.